# Lubuk Gading
Lubuk Gading is een bestuurslaag in het regentschap Bengkulu Utara van de provincie Bengkulu, Indonesië. Lubuk Gading telt 486 inwoners (volkstelling 2010).